# 阿納芒
03°34′48″S 61°24′14″W / 3.58000°S 61.40389°W

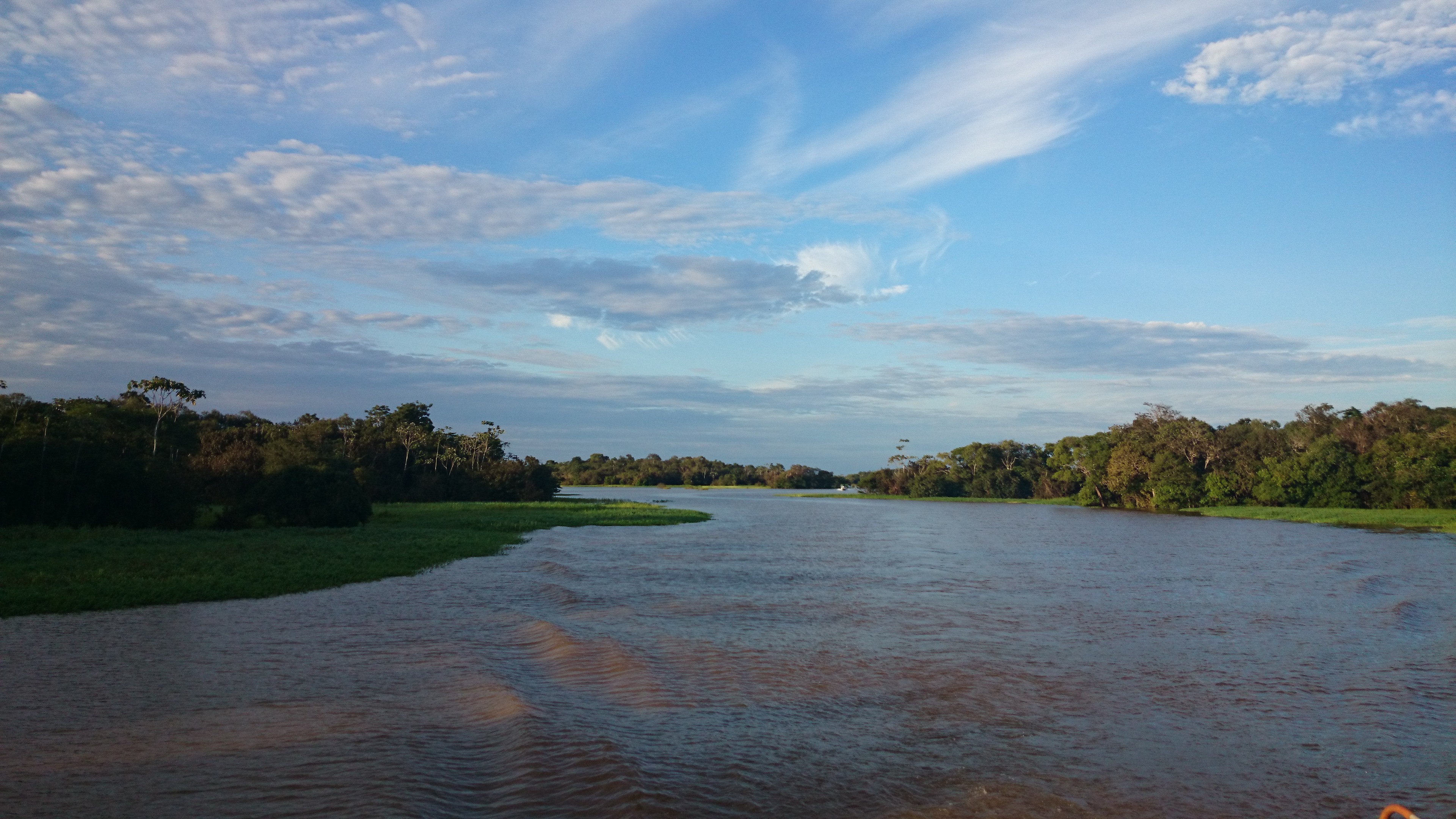
阿納芒

阿納芒（葡萄牙語：Anamã）是巴西的城鎮，位於該國北部，由亞馬遜州負責管轄，始建於1981年，面積2,454平方公里，海拔高度90米，2013年人口11,636，人口密度每平方公里4.74人。